# 蔓荆子黄素
蔓荆子黄素（也称为5,3'-二羟基-3,6,7,4'-四甲氧基黄酮，3′,5-Dihydroxy-3,4′,6,7-tetramethoxyflavone，或栎草亭-3,6,7,4'-四甲醚）是一种天然的栎草亭衍生O-甲基化黄酮，分子式C19H18O8，存在于黄花蒿（Artemisia annua）等植物中。